# 5 janvier 1943
Le mardi 5 janvier 1943 est le 5e jour de l'année 1943.

## Naissances
- Andrés Contreras, ingénieur agronome et botaniste chilien
- Carolyn Schuler, nageuse américaine
- Ernest Maragall, homme politique catalan
- Günther Maria Halmer, acteur allemand
- Jean Kay (mort le 23 décembre 2012), écrivain français
- John Brenneman, hockeyeur sur glace canadien
- Lawrence Stager (mort le 29 décembre 2017), archéologue, historien et professeur américain
- Luigi Ghirri (mort le 14 février 1992), photographe italien
- Mourtaz Khourtsilava, joueur et entraîneur de football soviétique
- Paulo Henrique Souza de Oliveira, footballeur brésilien
- Ramón Sampedro (mort le 12 janvier 1998), écrivain espagnol

## Décès
- Adolphe Gumery (né le 5 avril 1861), peintre français
- Ewald Gnau (né le 1er mars 1853), botaniste allemand
- George Washington Carver (né en 1864), Botaniste, agronome et inventeur afro-américain
- Juan Pardo y Barreda (né le 17 septembre 1862), homme politique péruvien
- Soejono (né le 31 mars 1886), homme politique néerlandais

## Événements
- Création de l'aéroport de Long Island MacArthur
- Création de la base aérienne de New Castle